# Denitrificare

Ciclul azotului

Denitrificarea reprezintă reducerea nitraților și nitriților din sol, proces invers celui de nitrificare, ceea ce conduce la scăderea fertilității acestuia. Se produce datorită activității unor microorganisme anaerobe.
Procesul este în general realizat de către bacteriile heterotrofe (precum Paracoccus denitrificans și alte pseudomonade), deși au fost identificate și microorganisme autotrofe care pot interveni în denitrificare (precum Thiobacillus denitrificans).

## Condiții
Denitrificarea are loc doar în condiții speciale de mediu, atât în ecosistemele terestre, cât și în cele marine. În general, se produce în zonele în care oxigenul, care este un acceptor de electron mult mai favorabil din punct de vedere energetic, lipsește, astfel că bacteriile „respiră” nitratul sub formă de acceptor de electron. Datorită concentrației mari de oxigen din atmosferă, denitrificarea se produce doar în mediile private de oxigen, unde consumul de oxigen depășește cererea și cantitățile de nitrat sunt suficiente. Printre aceste medii prielnice pentru denitrificare se numără unele soluri, ape subterane, zone umede, rezervoare de petrol, zone fără aer din ocean și sedimente de pe fundul mării.
Denitrificarea are loc în general în urma următoarelor reacții chimice, astfel că se pot observa oricare forme intermediare în reducerea azotului:
NO
3− → NO
2− → NO + N
2O → N
2 (g)
Denitrificarea completă poate fi exprimată sub forma unei reacții chimice de oxido-reducere:
2 NO3− + 10 e− + 12 H+ → N2 + 6 H2O